# PEN Ucrania

La bandera de Ucrania

PEN Ucrania es una organización non-gubernamental Ucraniana formada para proteger la libertad del habla y los derechos de autor, y promocionar la literatura y la cooperación cultural internacional. Es parte de la red de centros nacionales de "International PEN", o, en español, PEN Internacional.
El Centro Ucraniano para "International PEN" (PEN Internacional) fue fundada en el otoño de 1989, en el "Writers' Union of Ukraine", o, en español, "La Unión de Escritores de Ucrania". Mykola Vingranovsky, un poeta Ucraniano, fue elegido como el primer presidente de la organización.

## Premios literarios

### Premio Vasyl Stus
PEN Ucrania continua El Premio Vasyl Stus, fundado en 1989 por la Asociación Ucraniana de Inteligencia Creativa Independiente, presidida por Yevhen Sverstiuk (1928-2014), que se entregaba anualmente el 14 de enero, el día de San Basilio. Desde 2016 los patrocinadores del Premio Vasyl Stus son PEN Ucrania, la Escuela de Negocios Kiev-Moguila y la editorial Dukh i Litera. El premio es entregado a autores (literatos, artistas, directores de cine) en el curso de su vida, independientemente del lugar de residencia, por una notable contribución a la cultura ucraniana.

### Premio Yuri Shevelov
El Premio Yuri Shevelov se fundó en 2013. Se concede anualmente a escritores ucranianos. Las obras elegibles incluyen ensayos literarios o académicos (no ficción) de autores ucranianos -un libro o una colección- publicados en papel dentro del año. Los fundadores del premio son: PEN Ucrania, La Escuela de Negocios Mohyla de Kiev, La casa de publicaión Dukh i Litera, El centro Judaica y El Centro de Investagacion Ucraniano de Havard.
Los galardonados reciben la estatuilla del Ángel de Bronce, así como una recompensa económica y un diploma. Los nominados reciben los diplomas de nominación y la colección de diez volúmenes de la editorial Dukh i Litera.

### Premio George Gongadze
El premio nombrado en honor al periodista ucraniano George Gongadze, fue fundado por PEN Ucrania en colaboración con la Asociación de Antiguos Alumnos de la Escuela de Negocios de Kiev-Moguila y Ukrayinska Pravda. El Premio George Gongadze pretende apoyar a los periodistas que no temen los retos y son capaces de encontrar formas innovadoras de transmitir la verdad, descubren nuevas oportunidades para todo el entorno de los medios de comunicación y son capaces de crear estabilidad en lo que hacen manteniéndose fieles a los principios y valores de la profesión. Solo periodistas que trabajaron en Ucrania en los últimos 5 años son elegibles.

### Premio Drahomán
Este premio se concede a los traductores que traducen del ucraniano a otros idiomas. El Premio fue lanzado en 2020 por el Instituto Ucraniano, PEN Ucrania y el Instituto del Libro Ucraniano. De acuerdo a PEN Ucrania el objetivo del premio es: "Apoyar y reconocer el trabajo esclarecedor de quienes traducen del ucraniano a otros idiomas, que llevan la literatura ucraniana al mundo y atraen así la atención del mundo hacia Ucrania a través de las obras de los autores ucranianos.".